# Il est cinq heures, Paris s’éveille
Il est cinq heures, Paris s’éveille (französisch für „Es ist fünf Uhr, Paris erwacht“) ist ein Chanson des französischen Sängers Jacques Dutronc aus dem Jahr 1968. Im Jahr 1999 wurde das Lied in Frankreich zum „Chanson des Jahrhunderts“ gewählt.

## Entstehung
Nach einem gemeinsamen Abendessen bei Jacques Wolfsohn, dem damaligen Chef des Musiklabels Disques Vogue, schlug jener Jacques Dutronc und dessen Freund Jacques Lanzmann, einem bekannten Schriftsteller und Journalisten, vor, ein Lied über „Paris am Morgen“ zu schreiben.
Zusammen mit Lanzmann und dessen Ehefrau Anne Ségalen machte sich Dutronc sofort ans Werk, und in den frühen Morgenstunden des folgenden Tages war es fertig. Der Text war vom Lied „Tableau de Paris à cinq heures du matin“ (dt. Bild von Paris um fünf Uhr früh) des Schriftstellers Marc-Antoine-Madeleine Désaugiers aus dem Jahr 1802 inspiriert.
Am selben Tag folgte die Einspielung im Tonstudio, doch waren weder Dutronc noch Lanzmann mit dem musikalischen Ergebnis zufrieden. Bis spät in die Nacht wurde weiter probiert, aber das Ergebnis blieb unbefriedigend – bis der bereits damals bekannte klassische Flötist Roger Bourdin, der im Studio nebenan probte, zufällig vorbeikam. Er improvisierte ein Solo auf seiner Querflöte und verhalf damit zur endgültigen Version.

## Inhalt
Das Chanson beschreibt diverse Szenen, die ein am frühen Morgen durch die Stadt schlendernder Beobachter kommentiert. Dabei werden neben verschiedenen Personengruppen (Straßenfeger, Transvestiten, Stripteasetänzerinnen, Pendler, Bäcker, Arbeiter) die folgenden Orte in dieser Reihenfolge erwähnt:
- Place Dauphine
- Place Blanche
- Boulevard du Montparnasse
- Gare Montparnasse
- Eiffelturm
- Arc de Triomphe
- Obelisk
- La Villette

Der Refrain Il est cinq heures, Paris s’éveille ist ein Alexandriner.
Im Text kommen mehrfach direkt oder indirekt sexuelle Anspielungen vor: „Les traversins sont écrasés, les amoureux sont fatigués“ (Die Schlummerrollen sind zerdrückt, die Liebenden sind müde) und „L’Obélisque est bien dressé entre la nuit et la journée“ (Der Obelisk steht stramm in der Morgendämmerung).
Das Lied wurde, mit verändertem Text, im Zuge der Studentenproteste des Mai 1968 in Frankreich zu einer quasi inoffiziellen Hymne.

## Coverversionen
Aus dem Jahr 1969 stammt eine deutschsprachige Version Berlin erwacht des Schlagersängers Bob Telden. Anders als das Original verzichtet der deutsche Text auf jegliche sexuelle Andeutung (Ausnahme: „Vom letzten Kuss in einer Bar ...“) und hat keinen Bezug zu den 1968ern. Auf ihrem Album Paris veröffentlichte die französische Sängerin Zaz 2014 eine zweite Coverversion des Titels.